# 瓜里科州
瓜里科州（西班牙語：Estado Guárico）是委內瑞拉中部的一個州，南界奧里諾科河。面積64,986平方公里，2007年人口745,100人。首府聖胡安德洛斯莫羅斯。
1900年建州。下分十五個自治市。
1. ↑  （西班牙語） guarico.gob.ve, Acerca de Guarico 的存檔，存档日期2012-06-02.